# SETD3
پروتئین ۳ حاوی دومین اس‌ای‌تی (انگلیسی: SET domain containing 3) یک پروتئین است که در انسان توسط ژن «SETD3» کُدگذاری می‌شود.
این پروتئین نوعی متیل‌ترانسفراز است که در همانندسازی تمامی انواع انتروویروس‌ها نقش دارد. موش‌هایی که دچار کمبود این پروتئین هستند، نسبت به عفونت‌های انتروویروسی مصونیت دارند. این یافته می‌تواند راه را برای مصونیت در برابر سرماخوردگی، میوکاردیت، مننژیت آسپتیک و فلج اطفال هموار سازد.

## برای مطالعهٔ بیشتر
- Cooper SE, Hodimont E, Green CM (2015). "A fluorescent bimolecular complementation screen reveals MAF1, RNF7 and SETD3 as PCNA-associated proteins in human cells". Cell Cycle. 14 (15): 2509–19. doi:10.1080/15384101.2015.1053667. PMC 4613188. PMID 26030842.
- Pires-Luís AS, Vieira-Coimbra M, Vieira FQ, Costa-Pinheiro P, Silva-Santos R, Dias PC, Antunes L, Lobo F, Oliveira J, Gonçalves CS, Costa BM, Henrique R, Jerónimo C (2015). "Expression of histone methyltransferases as novel biomarkers for renal cell tumor diagnosis and prognostication". Epigenetics. 10 (11): 1033–43. doi:10.1080/15592294.2015.1103578. PMC 4844211. PMID 26488939.